# Marie-Claire Blais
Marie-Claire Blais   (Ciutat de Quebec, 5 d'octubre de 1939 - Key West, 30 de novembre de 2021) fou una escriptora canadenca. La seua obra literària, escrita en francès i traduïda a diversos idiomes, conté contes, poemes, teatre i, sobretot, novel·les psicològiques i costumistes, la temàtica de les quals denuncia les contradiccions d'una societat conservadora en les relacions humanes, com en Une saison dans la vie d'Emmanuel (1965) o descriu de manera profunda problemes psicosocials, com en L'Insoumise o David Sterne.

## Biografia
Nasqué en el si d'una família obrera que vivia en un barri modest de Quebec. Els primers anys d'ensenyament bàsic els va realitzar en un convent, on romangué fins a l'edat de 15 anys. Sos pares interromperen el seu ensenyament regular per matricular-la en una escola de secretariat, perquè aconseguís aviat una qualificació laboral. No obstant això, se les enginyà per a treballar i assistir alhora a la universitat i estudià literatura francesa a Quebec, en la Universitat Laval. Allí Jeanne Lapointe, que fou la primera professora de Literatura de Laval, i el pare Georges-Henri Lévesque, vicepresident del Conseil des arts du Canada van detectar el seu talent i l'animaren a escriure. El 1959-1960 publica les primeres novel·les: La belle bête i Tête blanche.
Després viatjà als Estats Units, on va conegué el famós crític literari Edmund Wilson. Amb el seu suport obtingué el 1963 una beca Guggenheim i s'establí primerament a Cambridge i després al poblet de Wellfleet, també a Massachusetts, a la regió de Cap Cod.
En aquesta època coneix i s'enamora de la pintora Mary Meigs, que al seu torn era parella de l'escriptora Barbara Deming. Les tres dones mantingueren una relació amorosa triangular durant un llarg període i van conviure prop de sis anys.
Une saison dans la vie d'Emmanuel, la seua novel·la més coneguda, guanyadora del Médicis (Prix Médicis) el 1966, l'escrigué en aquest període als Estats Units (1965).
Més endavant, l'autora va residir alguns anys a la Bretanya (estat francés), fins que el 1975 torna al Canadà, on visqué a Quebec i a Mont-real. El 1978 és professora honorària de la Universitat de Calgary, a Alberta. Entre les principals obres d'aquest període de retorn al Canadà destaquen les novel·les Le Sourd dans la ville (1979) i Visions d'Anna (1982). Blais publica el 1989 la seua novel·la L’Ange de la solitude,[nota 1] en què torna sobre el tema de l'homosexualitat femenina, descrivint les relacions d'una comunitat de joves lesbianes.
A l'abril del 1992 entra com a membre estranger en la Reial Acadèmia de la llengua i de la literatura franceses de Bèlgica.
El 2006 The Writer's Truts of Canada li atorga el premi Matt Cohen Award: In Celebration of a Writing Life, i aquesta és la primera vegada que es concedia aquesta distinció a una persona canadenca francòfona des que s'instaurà el guardó l'any 2000.

## Temàtica i estil
Tot i que el gènere autobiogràfic apareix en la seua obra, sobretot en les novel·les, no deixa de ser un recurs literari. El narrador empra sovint la primera persona com una eina per a transportar el lector de manera més vívida i sentida per la intimitat de les relacions conflictives que presenten els personatges, com les de la xiqueta amb sa mare en Manuscrits de Pauline Archange. D'altres confereix un estil narratiu més prop dels contes, com ara la mateixa relació mare-filla en La Belle Bête (1959).
Molt al centre de la recreació literària que Blais desplega en descriure la cruesa d'aquests escenaris, són les relacions afectives primordials entre mares i fills, condemnades a créixer en un context que no deixa espai per a l'estima.
Els aspectes polítics de la vertadera fallida de la societat canadenca es tracten de manera més directa en Un Joualonais, sa joualonie (1973), en què tracta les contradiccions entre el món anglòfon i francòfon; posa, però, l'èmfasi en la multiculturalitat d'integració precària, en l'examen del concepte de pluralitat que en els anys setanta s'apodera de l'escenari social de Mont-real (ciutat que en la novel·la pren el nom de Joualonie).

## Obres

### Novel·les
| - La Belle Bête (1959) - Tête blanche (1960) - Le jour est noir (1962) - Uneix saison dans la vie d'Emmanuel (1965) - L’Insoumise (1966) - David Sterne (1967) - Manuscrits de Pauline Archange (1968) - Vivre! Vivre! (1969) - Le Loup (1972) - Un Joualonais, sa joualonie (1973) - Uneix liaison parisienne (1975) - Els Nuits de l'Underground (1978) | - Le Sourd dans la ville (1980) - Visions d’Anna (1982) - Pierre (1986) - L’Ange de la solitude (1989) - Un jardin dans la tempête (1990) - Soifs (1995) - Dans la foudre et la lumière (2001) - Augustino et le Chœur de la destruction (2005) - Naissance de Rebecca à l'ère des tourments (2008) - Mai au bal des prédateurs (2010) - Le Jeune Homme sans avenir (2012) - Aux jardins des acacias (2014) - Le Festin au crépuscule (2015) |

De totes aquestes novel·les de Marie-Claire-Blais hi ha traducció a l'anglès, la qual cosa permet que la seua obra es conega internacionalment. També n'hi ha a molts altres idiomes (alemany, danés, txec, italià, neerlandès, noruec, finés, etc.).

### Obres dramàtiques

#### Teatre
- L'Exécution (escrita el 1967 i publicada el 1970)
- Sommeil d'hiver (1984)
- L'Île (1988)
- Petites éternités perdues (2007)
- Désir (2007)

#### Guions per a televisió
- L'Océan (1976)

#### Peces radiofòniques
| - Un couple (1971-1974) - Deux destins (1971-1974) - L'Envahisseur (1971-1974) - Le Disparu (1971-1974) - Fièvre (1971-1974) | - Murmuris (1977) - Fantômes d'une voix (1980) - L'Exil (1981-1984) - Uneix journée dans la tempête (1989) - Noces à midi au-dessus de l'abîme (2005) |

### Poesia
- Œuvre poétique (1957-1996) (1997)

### Assaig
- Passages américains (2012)

## Crítica
Tot i que Blais és una novel·lista prolífica, consagrada entre els escriptors canadencs, no es tracta d'una escriptora de best-sellers. Al contrariː els seus llibres tenen una venda prou reduïda, especialment les novel·les més recents. Això és un fet, malgrat que la crítica de la seua obra ha estat notablement positiva en el món acadèmic canadenc, tant anglòfon, com a francòfon i tot i que algunes de les seues novel·les, sobretot les més primerenques, van aconseguir renom internacional.